# 어령신앙
어령신앙(일본어: 御霊信仰 고료우신코우[*])이란 사람들을 위협하는 자연재해나 전염병 따위의 발생을 원한을 품고 죽거나 비명횡사를 한 인간의 ‘원령’의 소행으로 간주하고 이 원령들을 경외하고 ‘어령(일본어: 御霊 고료우[*])’으로 모심으로써 재앙을 면하고 평화를 실현하려는 일본 민간신앙이다.
사람이 죽으면 혼이 영이 되어 육체를 떠난다는 생각은 조몬 시대부터 볼 수 있는 것으로서 원시부터 그 개념은 존재하고 있었으며, 그 영이 사람에게 재앙을 일으킨다고 생각한 것도 그 무렵부터인 것으로 생각된다. 고대가 되어 정치적 실각자나 전란의 패배자 등의 영이 생전의 상대나 적에게 재앙을 초래한다는 생각에서 헤이안 시대에 어령신앙이라는 것이 나타나게 된다.

## 같이 보기
- 스토쿠 천황
- 원령
- 다이라노 마사카도